# Kochabakhari
Kochabakhari (en népalais : कोचाबखारी) est un comité de développement villageois du Népal situé dans le district de Saptari. Au recensement de 2011, il comptait 6 241 habitants.